# Verona (Pensilvania)
Verona es un borough ubicado en el condado de Allegheny en el estado estadounidense de Pensilvania.

## Geografía
Verona se encuentra ubicado en las coordenadas 40°30′18″N 79°50′27″O / 40.50500, -79.84083.

## Demografía
En el año 2000 tenía una población de 3.124 habitantes y una densidad poblacional de 2,010.3 personas por km².

## Datos económicos
Según la Oficina del Censo en 2000 los ingresos medios por hogar en la localidad eran de $28,245 y los ingresos medios por familia eran $36,452. Los hombres tenían unos ingresos medios de $26,890 frente a los $25,462 para las mujeres. La renta per cápita para la localidad era de $15,881. Alrededor del 14.1% de la población estaba por debajo del umbral de pobreza.